# Вільгельм Клостерманн
Вільгельм Германн Клостерманн (нім. Wilhelm Hermann Klostermann; 24 травня 1896, Вупперталь, Німецька імперія — 28 травня 1979 , Нойштадт, Федеративна Республіка Німеччина) — німецький політик та функціонер НСДАП, протягом 1941—1943 років — штадткомісар окупованого Дніпропетровська.

## Біографія
Народився 24 травня 1896 року в місті Вупперталь. Член НСДАП з 1929 року.
З 1937 по 1945 роки — обербургомістр Куксгафена. Не раніше грудня 1941 року був відряджений до окупованого німецькими військами Дніпропетровська для виконання обов'язків штадткомісара. На цій посаді Клостерманн брав участь в організації знищення місцевого населення та військовополонених.
Після деокупації Дніпропетровська повернувся до Німеччини, де продовжував очолювати Куксгафен до 7 травня 1945 року, коли у місто увійшли британські війська.
По закінченню Другої світової війни так і не був притягнутий до відповідальності за участь у злочинах проти цивільного населення, скоєних в Україні. Висувався на місцевих виборах від партії Незалежна спільнота виборців Шлєзвіґ-Гольштейну (нім. Unabhängige Wählergemeinschaft Schleswig-Holstein), з 1947 року працював директором спа-готелю у курортному містечку Шарбойц.
Помер 29 травня 1979 року в місті Нойштадт у Гольштейні.